# Maglehems landskommun
Maglehems landskommun var en tidigare kommun i dåvarande Kristianstads län.

## Administrativ historik
Kommunen bildades i Maglehems socken i Gärds härad i Skåne när 1862 års kommunalförordningar trädde i kraft.
Vid kommunreformen 1952 uppgick kommunen i Degeberga landskommun som 1974 uppgick i Kristianstads kommun.

## Politik

### Mandatfördelning i Maglehems landskommun 1938-1946
| 10 | 3 | 1 | 6 |

| 18 |

| 10 | 3 | 2 | 5 |

| 18 |

| 10 | 3 | 4 | 3 |

| 20 |